# Another Earthquake
Another Earthquake! es el cuarto álbum de estudio del cantante estadounidense pop Aaron Carter.

## Lista de canciones
1. "Another Earthquake!" (Power/Secon) – 2:51
2. "To All the Girls" (Sheppard/Cronin/Gioia) – 3:25
3. "Summertime" (Cook/Momrelle/Bushell) – 3:49 (con Baha Men)
4. "My First Ride" (Power/Secon) – 3:09
5. "Do You Remember" (O'Donoghue/Sheehan) – 3:57
6. "2 Good 2 B True" (Cook/Thurston/Dane/Bushell) – 3:32
7. "When It Comes to You" (Paige/Renn) - 3:38
8. "America A O" (Power/Secon/Ross) – 3:29
9. "Without You (There'd Be No Me)" (Cook/Copland/Momrelle/Bushell) – 2:57
10. "Keep Believing" (Goldmark/Mueller) – 3:15
11. "Sugar" (Bonus track) (Bradley Ralph Daymond, Alexander John Greggs, Andrew G Goldmark) – 2:49 (canción esconcida en la edición Canadiense)

La canción "America A O" se convirtió en la canción más solicitada de toda la historia de Radio Disney, y está clasificado en el número 94 en la lista de las 100 Peores Canciones por Matthew Wilkening de AOL Radio.

## Sencillos
- "Another Earthquake!"
- "Summertime" (con Baha Men)
- "To All the Girls"
- "Do You Remember"

## Ventas del álbum
- Semana 1: 41 000 (41 000)
- Semana 2: 23 000 (64 000)